# Jehan de Tournai
Jehan de Tournai (overleden in 1499) was een 15e-eeuws lakenhandelaar uit Henegouwen. Hij schreef een reisverslag van de bedevaart die hij in 1488-1489 ondernam naar Rome, Jeruzalem en Santiago de Compostella.

## Levensloop
Jehan de Tournai was een burger van Valenciennes. Hij woonde er in de parochie Saint-Géry samen met zijn moeder en echtgenote, en was lid van de Confrérie des Royés. Hij maakte fortuin in de handel van saie of sagum, een lichte wollen stof. Tussen 25 februari 1488 en 7 maart 1489 deed hij in een bedevaart drie heilige plaatsen van het christendom aan: Rome, Jeruzalem en Santiago de Compostella. Als geletterd man schreef hij na afloop een reisverslag. Jehan de Tournai stierf kinderloos. Zijn testament uit 1499 is overgeleverd. Hierin deed hij talrijke giften aan religieuze en liefdadige instellingen.

## Voiage
De Voiage van Jehan de Tournai is een levendig reisverslag waarin bovendien dag per dag zijn uitgaven, de afgelegde afstand en zijn overnachtingsplaats zijn genoteerd. Hij geeft beschrijvingen van de bezochte heiligdommen en steden en van de bewoners en hun gewoonten. Vooral de beschrijvingen van de steden waar hij lange tijd verbleef, Rome en Venetië, waar hij zestig dagen moest wachten op een schip, zijn erg gedetailleerd. De beschrijvingen van Jeruzalem en Santiago, waar hij maar twee dagen verbleef tijdens een gure winter, zijn korter van stof. Ook de gevaren van de reis zijn levendig verhaald.
Het originele reisverslag wordt bewaard in de gemeentelijke mediatheek van Valenciennes (ms. 493). Zijn testament op perkament wordt bewaard in het gemeentearchief van die stad (II 2 2025).